# Strata Florida Abbey

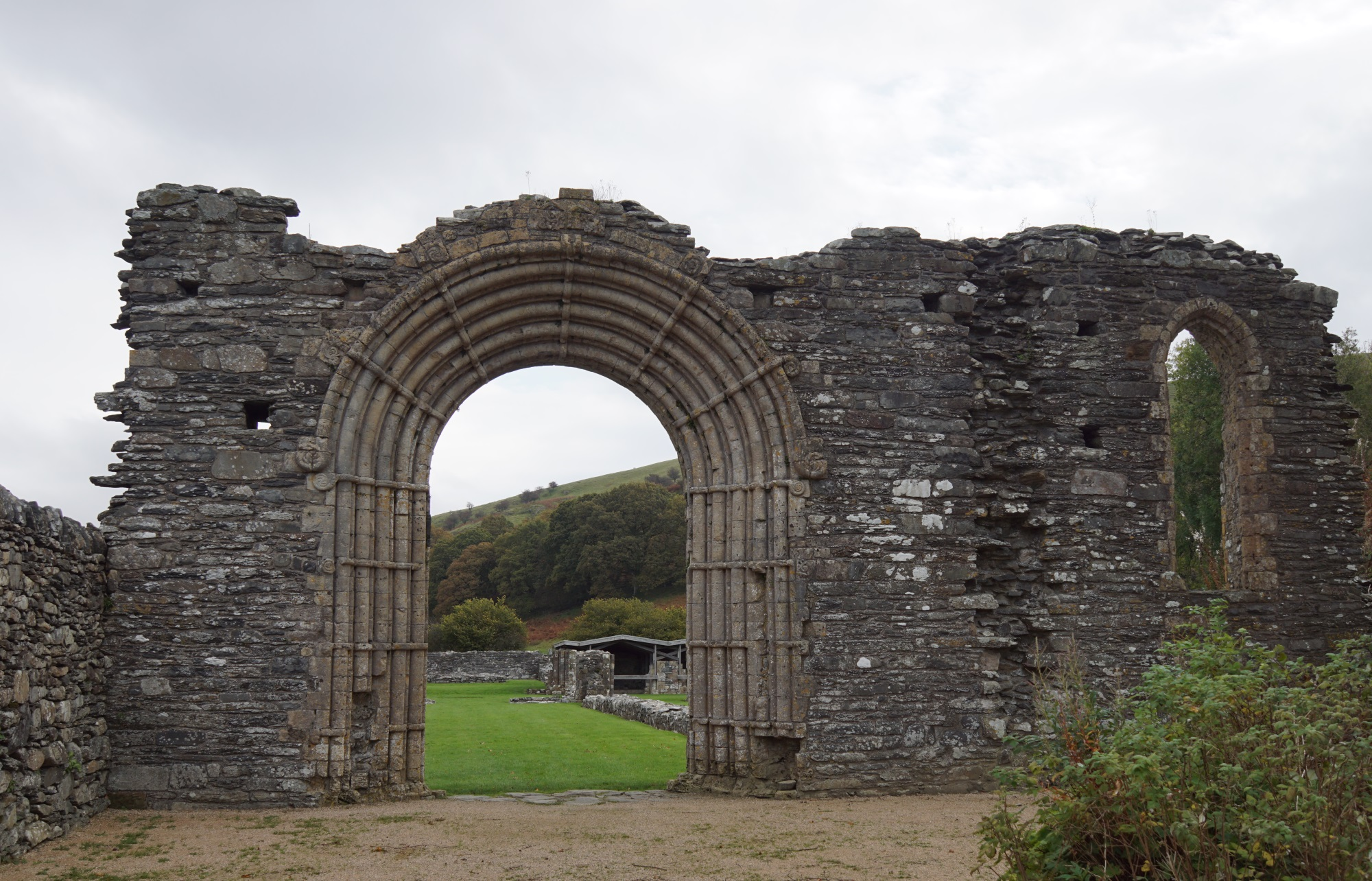
De westelijke toegang van de kerk van Strata Florida Abbey

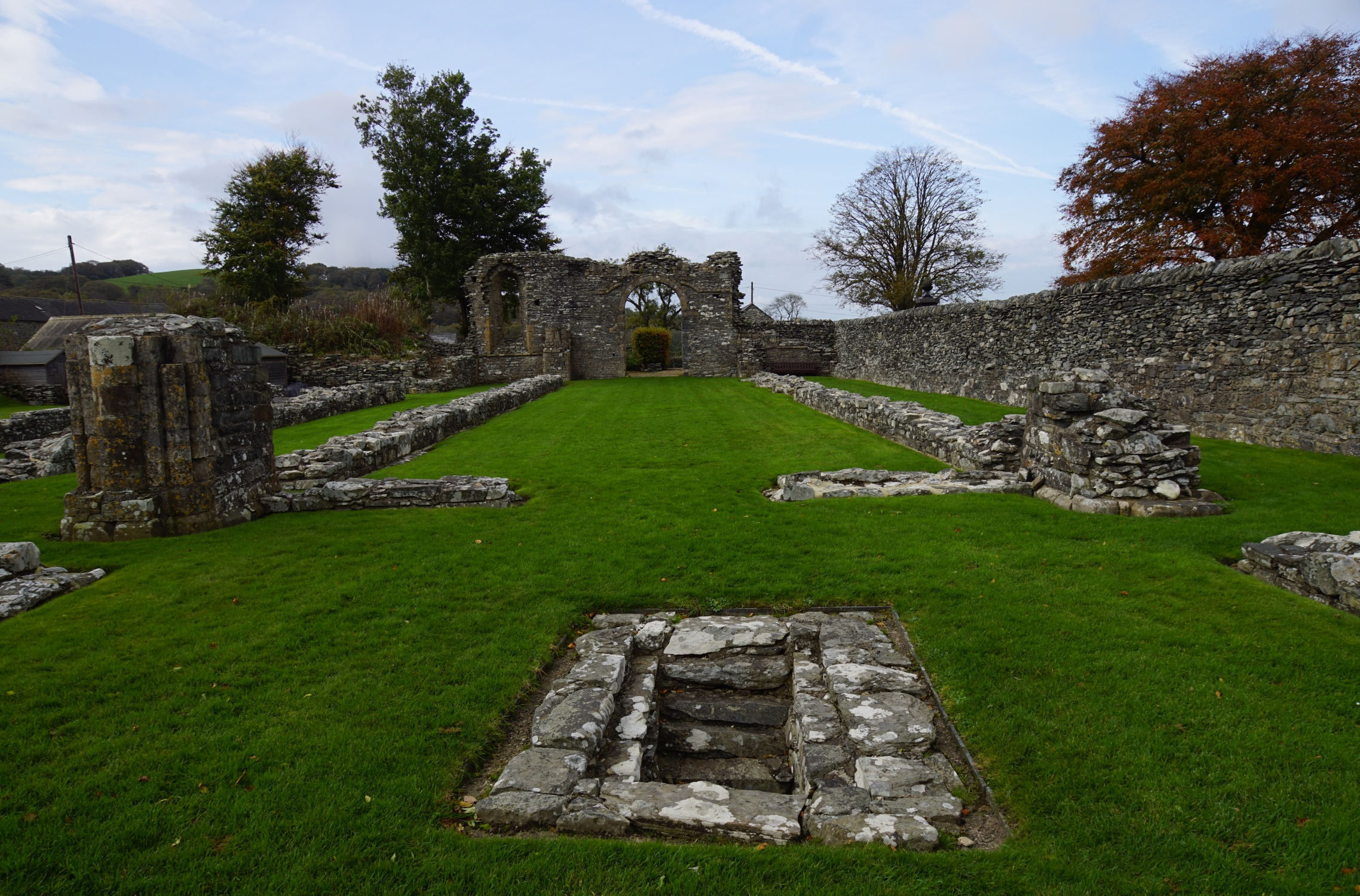
Vanuit het koor in het midden van de kerk kijkende naar het schip met achteraan de westelijke ingang en vooraan het ongebruikelijke stenen bassin.

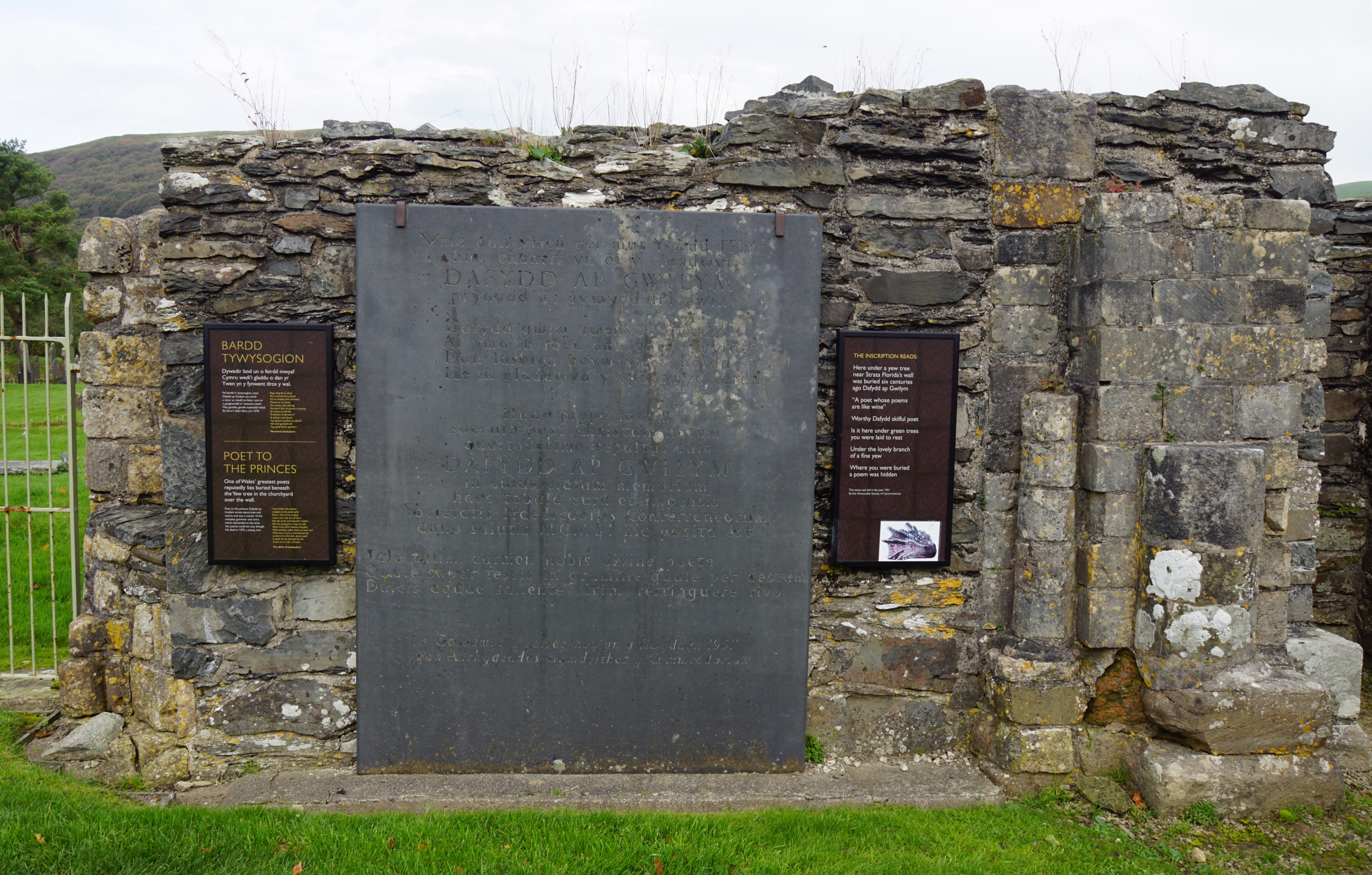
Monument ter herinnering aan de dichter Dafydd ap Gwilym in het noordelijke transept.

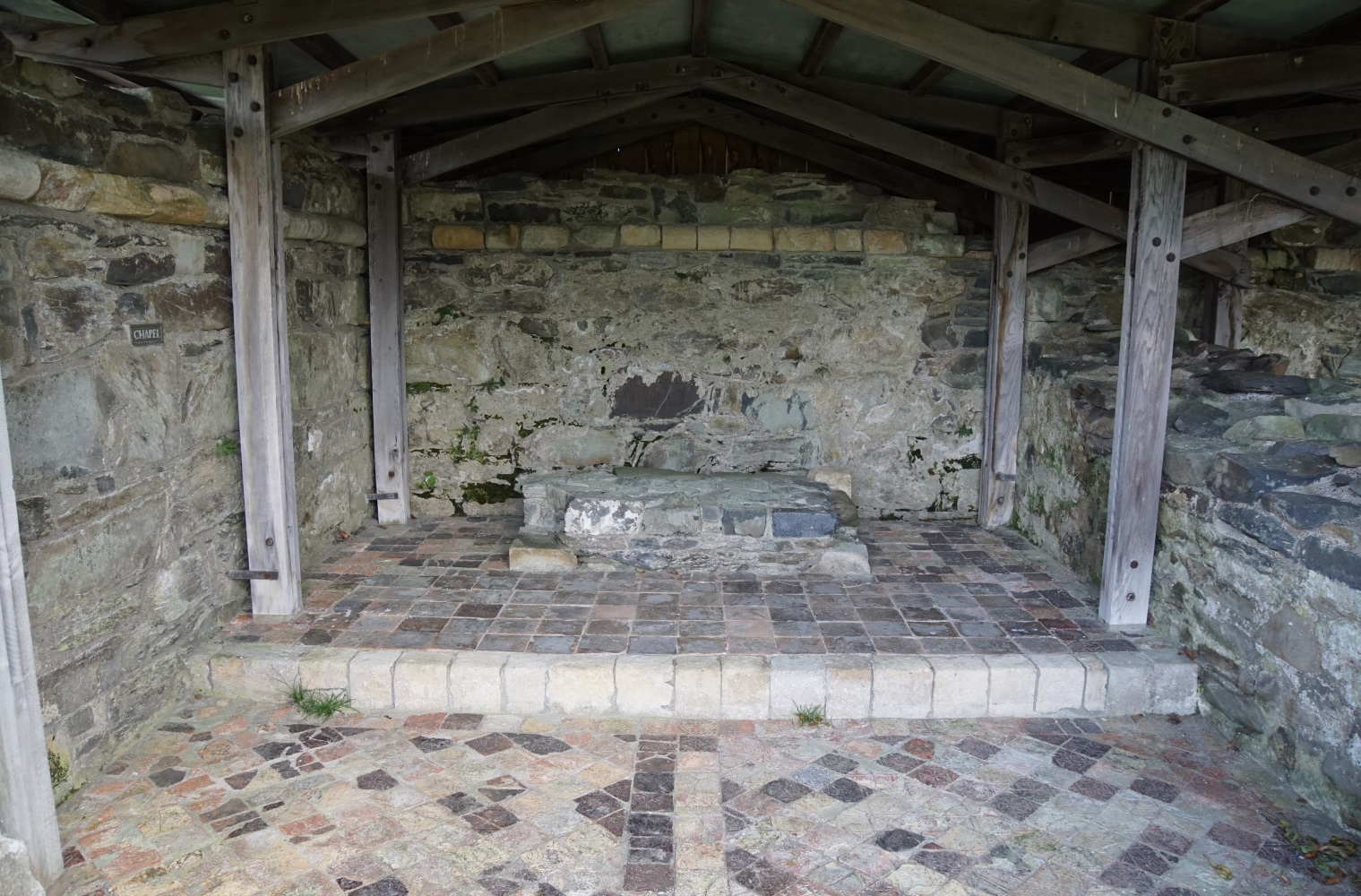
Een van de kapellen in het zuidelijk transept waar de originele gedecoreerde tegels behouden zijn.

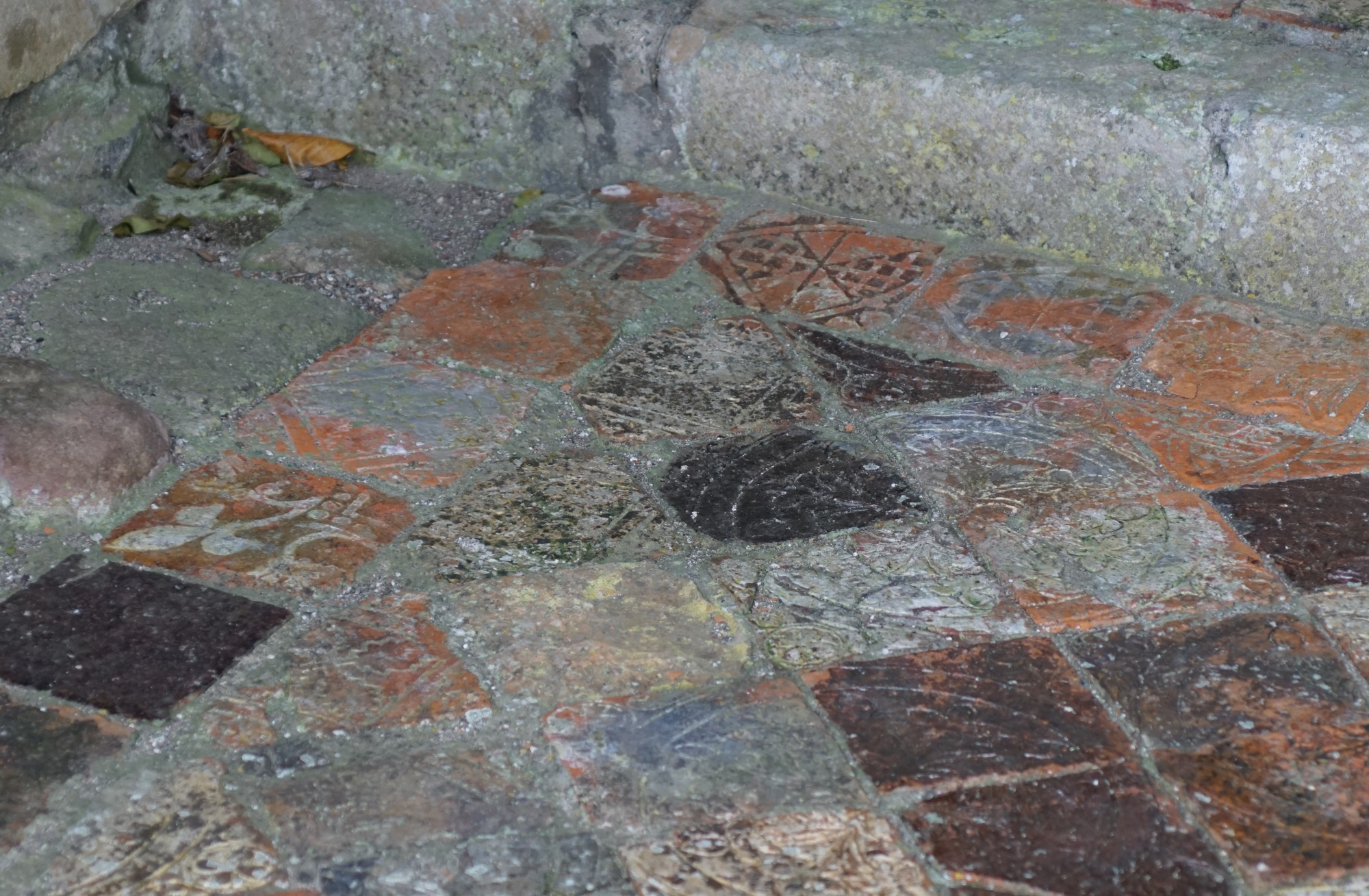
Een paar versierde tegels uit de veertiende eeuw.

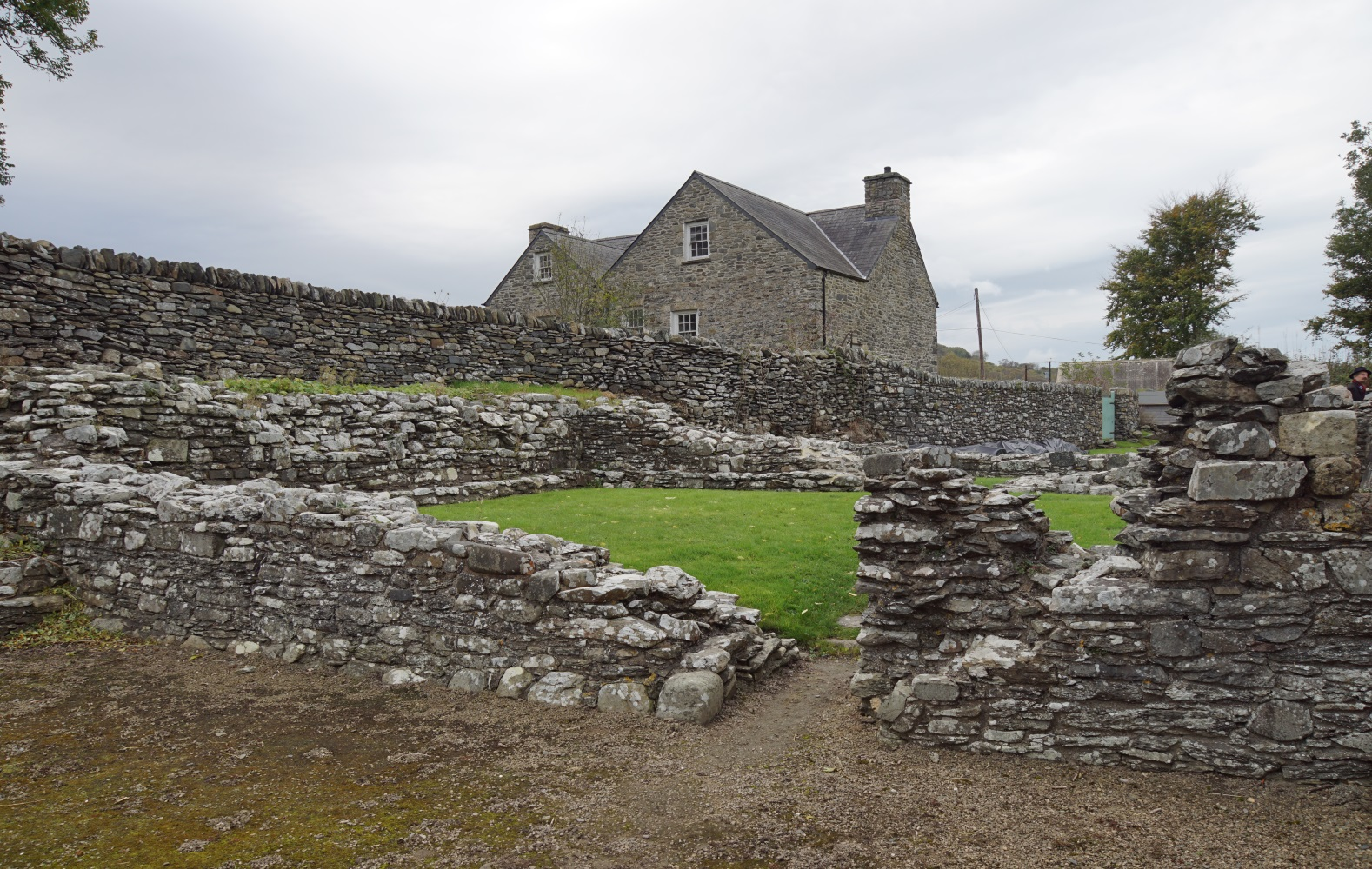
Kapittelzaal met op de achtergrond de Great Abbey Farm die gebouwd is op de plaats van de refter.

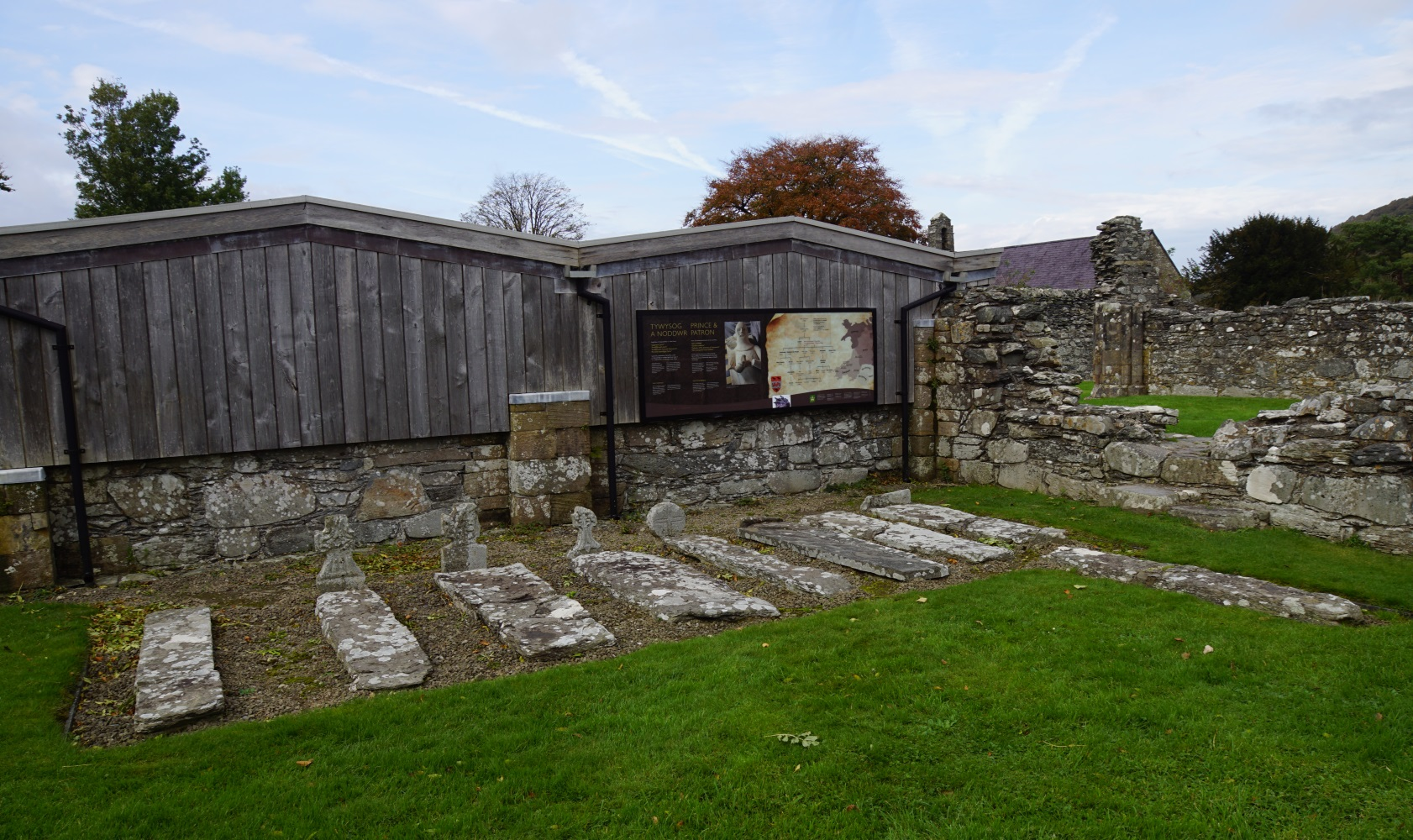
Grafstenen aan de zuidoostelijke zijde van de kerk.

Strata Florida Abbey (in het Welsh: Abaty Ystrad Fflur)  is (de ruïne van) een twaalfde-eeuwse Cisterciënzer abdij, 1,7 kilometer ten oosten van Pontrhydfendigaid gelegen in de Welshe regio Ceredigion in Groot-Brittannië. In de dertiende eeuw was deze abdij een cultureel focuspunt van de Welshe cultuur dankzij het patronaat van de prinsen van Deheubarth, die de abdij ook gebruikten als begraafplaats van hun familie. De abdij is ook de laatste rustplaats van de dichter Dafydd ap Gwilym.

## Naamgeving
De abdij is gebouwd aan een waterstroom genaamd de Fflur.
De naam Strata Florida is een verlatijnsing van de Welshe naam voor de vallei: Ystrad Fflur (Vallei van de bloemen). Ystrad betekent vallei en fflur betekent bloem.

## Geschiedenis
Strata Florida Abbey werd gesticht in 1164 door Robert FitzStephen, heer van Pennardd, vazal van de Clares, die Ceredigion moest onderwerpen. Het moederhuis was Whitland Abbey, dat in 1140 was gesticht. De eerste abt heette David. 
In 1165 of 1166 werd FitzStephen gevangengenomen door Rhys ap Gruffudd (overleden in 1197), de Lord Rhys van Deheubarth. In 1184 bevestigde Lord Rhys de stichting van de abdij en vanaf dat moment werd de abdij gezien als gesticht door Lord Rhys en werden zijn nakomelingen er begraven. Lord Rhys werd zowel patroonheer voor Strata Florida Abbey als voor Whitland Abbey. 
Niet alleen voor de prinsen van Zuid-Wales was de abdij belangrijk; in 1238 was deze abdij de plek waar de Welshe heren werden heen opgeroepen door Llywelyn de Grote om trouw te zweren aan zijn zoon Dafydd. Strata Florida Abbey wist Llanbadarn Fawr vooruit te streven en het belangrijkste centrum te worden voor de Welshe cultuur. Hoogstwaarschijnlijk was het ook hier dat de koninklijke annalen werden bijgehouden in het scriptorium. De band van de abdij met de Welshe prinsen was van dien aard, dat koning Jan zonder Land in 1212 zelfs het bevel gaf de abdij te vernietigen; dat werd uiteindelijk omgezet in een hoge boete, namelijk van 800 pond. In 1253 was men nog steeds bezig deze boete af te betalen.
Vanuit Strata Florida Abbey werden ook dochterhuizen gesticht, namelijk in 1179 Llantarnam Abbey en in 1186 een abdij in Rhedynog Felen, die later werd verplaatst naar Aberconwy.
In 1175 werd de broer van Lord Rhys, Cadell ap Gruffudd begraven in de abdij. Uiteindelijk werden er tien prinsen begraven, voornamelijk in de kapittelzaal.
Er zijn aanwijzingen dat de abdij uit 1166 op een andere locatie lag dan de abdij van 1184, namelijk iets meer naar het zuidwesten bij de Old Abbey Farm, nog bekend als fynachlog (de oude abdij), maar de archeologische bewijzen hiervoor zijn onzeker.  In 1201 namen de monniken bezit van de abdij. In 1255 werd de grote klok ingezegend door de bisschop van Bangor; wellicht was toen de centrale klokkentoren gereedgekomen. Na 1300 werd de kerk uitgebreid gerestaureerd, aangezien de oorlog van 1282-1283, de blikseminslag in 1284 of 1286 en de brandstichting door Engelse soldaten in 1294-1295 grote schade hadden toegebracht.  
In 1406-1407 en in 1415 waren er Engelse soldaten ingekwartierd in de abdij tijdens de oorlog tegen Owain Glyndwr, waarbij de kerk wederom grote schade opliep. Verder in de vijftiende eeuw beleefde de abdij weer een opleving en werd het klooster herbouwd. De gemeenschap in de abdij bleef klein; in 1535 waren er zeven monniken en was een groot deel van de abdij, inclusief de refter en infirmarium, ruïneus. Toen in 1539 alle abdijen werden opgeheven, werd dit gebied uitgeleend aan de familie Devereux. In 1567 was dit gebied in eigendom van de familie Stedman die de Great Abbey Farmhouse bouwde. In de achttiende eeuw kwam dit gebied in handen van de familie Powell van Nanteos. In de periode 1887-1890 werden de ruïnes van de abdij archeologisch onderzocht door de architect S.W. Williams. In 1931 werden de ruïnes door de Church of Wales in beheer gegeven bij de overheid.

## Bouw
Van Strata Florida Abbey is vooral het kerkgebouw herkenbaar overgebleven. De abdij volgt de standaard plattegrond zoals gebruikelijk voor Cisterciënzer abdijen. De kerk lag aan de noordzijde van een binnenplaats, waar omheen de andere kloostergebouwen lagen.
De kerk is west-oostelijk georiënteerd en meet 65 meter bij 35,7 meter.
De westelijke toegang bestaat nog uit een grote versierde poort uit de late twaalfde eeuw, die het best overgebleven deel is van de abdij. De compositie van de versiering is uniek binnen Groot-Brittannië. Bepaalde aspecten zijn wel te vinden bij andere abdijen, zoals bijvoorbeeld de spiralen aan de bovenzijde in Fountains Abbey in Yorkshire, maar de combinatie van al deze aspecten niet. Aan de zuidzijde van de poort bevindt zich een spitsboogvenster.
In het schip waren scheidingsmuren geplaatst, die 1,5 meter hoog waren, en die zorgden voor een gang aan de noord- en zuidzijde van het schip. Op deze scheidingsmuren stonden weer pilaren met boogconstructies. Dergelijke scheidingsmuren zijn nergens te vinden in Engeland of Wales, wel in Ierland.
Het schip komt uit in het koor, dat geflankeerd wordt door twee transepten. Het schip was gescheiden van het koor middels een houten pulpitum, dat rustte op stenen steunen, die in de 21e eeuw nog zichtbaar zijn. Aan de kant van het schip bevonden zich twee altaren, waarvan de bases zijn overgebleven. Bij opgravingen in de negentiende eeuw bleken er mensen begraven te zijn voor deze altaren.
Aan de oostzijde van het koor bevindt zich het presbyterium met het altaar. In het midden van het koor bevindt zich een ongebruikelijk stenen bassin, met trappen aan weerszijden. Een theorie stelt dat dit gebruikt werd voor een rite genaamd mandatum, waarbij de abt op de donderdag van de Heilige Week de voeten waste van twaalf broeders, hoewel de voorgeschreven plaats het klooster was. Een andere theorie stelt dat dit bassin was aangelegd in verband met de afwatering van het terrein. Er zijn indicaties gevonden dat dit bassin werd afgesloten met een luik of een steen. 
Boven het koor bevond zich een toren waarin de klok hing.
Het noordelijk transept had drie kapellen aan de oostzijde. Een deur in de noordelijke muur leidde naar de begraafplaats van de monniken. Hier bevindt zich tegen de noordelijke muur een monument ter herinnering aan de vijftiende-eeuwse dichter Dafydd ap Gwilym. Deze werd in 1951 geplaatst door de Honourable Society of Cymmrodorion. 
In het zuidelijke transept bevinden zich eveneens drie kleine kapellen, die in de 20e eeuw zijn voorzien van een modern houten dak ter bescherming van de veertiende-eeuwse vloertegels en sporen van middeleeuws geverfd pleisterwerk.
De tegels zijn bedrukt met een decoratie, de meeste geometrisch, maar er zijn ook afbeeldingen van een man in een veertiende-eeuws kleed met spiegel, een draak en een griffioen.
Aan de zuidzijde van het zuidelijke transept bevonden zich twee kamers: een diende als sacristie en de tweede als boekwinkel. Aan de zuidzijde hiervan lag de kapittelzaal, die in de vroege dertiende eeuw 16,5 meter bij 8 meter groot was totdat de ruimte in de veertiende eeuw gehalveerd werd. Deze ruimte diende ook als begraafplaats voor een aantal van de prinsen van Deheubarth. Zij waren begraven in een massagraf met een grote grafsteen erop (het origineel staat in de winkel); wellicht is dit een herbegraving toen de kapittelzaal werd verkleind.
Ten zuiden van het schip en ten westen van de kapittelzaal lag de binnenplaats met aan de zuidzijde sinds het einde van de zeventiende eeuw de Great Abbey Farm. Deze is vermoedelijk gebouwd op de plaats waar zich eerder de refter bevond.

### Graven
Van de volgende prinsen en prinsessen is bekend dat ze zijn begraven in Strata Florida Abbey.
- Cadell, overleden 1175, oudere broer van Rhys ap Gruffudd
- Gruffudd, overleden 1201, oudste zoon van Rhys ap Gruffud en Gwenllian
- Matilda de Braose, overleden 1210, vrouw van Gruffudd, oudste zoon van Rhys ap Gruffud en Gwenllian
- Rhys Ieuanc, overleden 1222, oudste zoon van Gruffudd en Matilda de Braose
- Owain, overleden 1235, jongste zoon  van Gruffudd en Matilda de Braose
- Maredudd, overleden 1265, zoon van Owain (overleden 1235)
- Owain, overleden 1275, zoon van Maredudd
- Maelgwaen, overleden 1231, zoon van Rhys ap Gruffud en Gwenllian
- Maelgwaen Fychan, overleden 1257, zoon van Maelgwaen (overleden 1231)
- Rhys, overleden 1235, zoon van Maelgwaen Fychan
- Gwenllian, overleden 1254, dochter van Maelgwaen Fychan
- Hywel Sais, overleden 1204, zoon van Rhys ap Gruffud en Gwenllian

## Beheer
Strata Florida Abbey wordt beheerd door Cadw, net als Tintern Abbey.